# Dobiegniew Cup
Dobiegniew Cup (Międzynarodowy Młodzieżowy Turniej Piłki Nożnej Dobiegniew Cup) – turniej piłkarski rozgrywany corocznie od 1995 roku w ciągu tygodnia, najczęściej w lipcu.
W dotychczasowych edycjach brały udział drużyn z Polski oraz zespoły duńskie, niemieckie, angielskie, ukraińskie, białoruskie, szwedzkie, litewskie, łotewskie i estońskie. Turniej rozgrywany jest w czterech kategoriach wiekowych. 